# جونيس
جونيس (Gonesse) هي بلدية في مقاطعة وادي الواز، في الضواحي الشمالية الشرقية لباريس، فرنسا. تقع على بعد 16.5 كم (10.3 ميل) من وسط باريس. تقع البلدية مباشرة شمال مطار لو بورجيه، وهي على بعد ستة كيلومترات (أربعة أميال) جنوب غرب مطار شارل ديغول الدولي.